# Route 22 (Manitoba)
La Route 22 (PTH 22) est une courte route provinciale du Manitoba. Elle relie la route 23 près d'Elgin à la route 2 et à la route 250 à Souris.

## Description du tracé
La route 22 débute environ 1 km (0,6 mi) à l'est d'Elgin à la jonction avec la route 23. Elle se dirige vers le nord en traversant des zones agricoles avant de faire deux virages consécutifs pour continuer vers le nord. Elle atteint la municipalité de Souris et y traverse la rivière Souris. Elle traverse la ville et, au centre-ville, elle croite la route 2. C'est là qu'elle prend fin et son trajet se poursuit vers le nord comme route 250.

## Intersections majeures
| Division              | Ville  | km    | Destinations                                               | Notes                                 |
| --------------------- | ------ | ----- | ---------------------------------------------------------- | ------------------------------------- |
| No. 5                 |        | 0,00  | PTH-23 – Elgin, Minto                                      |                                       |
| Limite No. 5–No. 7    |        | 10,80 | PR 347 nord                                                | Terminus sud de la PR 347             |
| No. 7                 | Souris | 20,00 | Traverse la rivière Souris                                 | Traverse la rivière Souris            |
| No. 7                 | Souris | 22,00 | PTH-2 (First Avenue / Red Coat Trail) – Pipestone, Brandon |                                       |
| No. 7                 | Souris | 22,00 | PR 250 (First Street N) nord – Alexander                   | La PTH-22 nord devient la PR 250 nord |
| - Transition de route |        |       |                                                            |                                       |